# Desa Tinga-Tinga
Desa Tinga-Tinga är en administrativ by i Indonesien.   Den ligger i provinsen Provinsi Bali, i den sydvästra delen av landet, 900 km öster om huvudstaden Jakarta. Desa Tinga-Tinga ligger på ön Bali.